# Gaudete

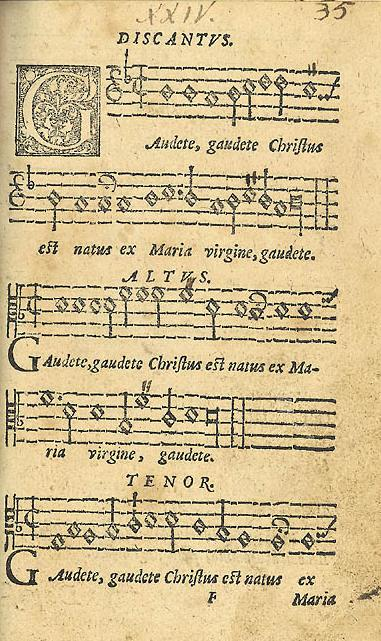
Оригінал у збірнику «Piae Cantiones»

Gaudete (лат. Радійте) — різдвяний християнський гімн, створений у XVI столітті. Один із поширених по всьому світу різдвяних співів.

## Історія
Вперше спів з'явився у «Piae Cantiones», збірці фінських і шведських церковних пісень, виданій у 1582 році. У цій збірці й  інших церковних книгах XVI–XVII століття текст вже супроводжується мелодією, що стала стандартною для гімну.
Латинський текст гімну — типова різдвяна пісня з характерними для середньовічної поезії оборотами. Структура гімну також типова для християнських піснеспівів Середньовіччя — однорідний ряд строф із чотирьох рядків, що перемежовуються дворядковим рефреном. Рефрен гімну — «Gaudete, gaudete! Christus est natus ex Maria virgine, gaudete!» «Радійте, радійте! Христос народився від Марії Діви, радійте!».
Попри те, що існує декілька перекладів гімну іншими мовами, найчастіше Gaudete виконується латиною як на церковних богослужіннях, так і у виконанні сучасних співаків.

## Сучасні виконавці
В 1972 році Gaudete був записаний фолк-рок групою Steeleye Span (альбом «Below the Salt») і досяг 11 місця в британських чартах, що став однією з трьох пісень латиною і однією з вкрай нечисленних пісень а капела, що коли-небудь входили до британських топ-50. Різноманітні обробки цього гімну виконувалися також музичними гуртами Mediæval Bæbes, Pure Reason Revolution, Erasure, Крісом Сквайром та багатьма іншими музикантами.

## Текст
| Латинський оригінал                                                            | Український переклад                                                                     |
| ------------------------------------------------------------------------------ | ---------------------------------------------------------------------------------------- |
| Gaudete, gaudete! Christus est natus Ex Maria virgine, gaudete!                | Радуйтеся, радуйтеся! Христос народився від Марії Діви, радуйтеся!                       |
| Tempus adest gratiæ Hoc quod optabamus, Carmina lætitiæ Devote reddamus.       | Прийшов час благодаті, який ми очікували, пісні радості заспіваймо з с благоговінням.    |
| Deus homo factus est Natura mirante, Mundus renovatus est A Christo regnante.  | Бог став людиною на диво природі, світ оновлено царственним Христом.                     |
| Ezechielis porta Clausa pertransitur, Unde lux est orta Salus invenitur.       | Зачинені врата Єзекиїла пройдені, там, где сходить світло, набувається спасіння.         |
| Ergo nostra cantio Psallat iam in lustro; Benedicat Domino: Salus Regi nostro. | Так хай же зібрання наше оспіває в світлі та благословить Господа: спасіння Царю нашему! |